# Carlos Sedes
Carlos Sedes (la Corunya, 1973) és un director i realitzador gallec, responsable d'alguns èxits de la ficció com Padre Casares, Gran Reserva (Televisión de Galicia) o Fariña (Antena 3).

## Treballs
- Ritos e lendas na catedral (1999). Curtmetratge.
- Contagotas (TVG)
- Cibernatura (TVG)
- Terra de Miranda (TVG)
- As leis de Celavella (TVG)
- SOS (2006). Curtmetratge.
- A vida por diante (2006-2007, TVG)
- Desaparecida (2007, TVE)
- Padre Casares (2008, TVG)
- Guante blanco (2008, TVE)
- No estás sola, Sara (2009, TVE)
- Gran Reserva (2009-2010, TVE)
- Estudio 1 La Viuda Valenciana (TVE)
- Hispania, la leyenda (Antena 3)
- Gran Hotel (2011-2012, Antena 3)
- El club de los incomprendidos (2014)
- Fariña (2018, Antena 3).[2]
- El verano que vivimos (2019)[3]
- La viuda negra (2025)

## Premis i nominacions
Premis Mestre Mateo
| Any  | Categoria          | Film                 | Resultat  |
| ---- | ------------------ | -------------------- | --------- |
| 2005 | Millor director    | As leis de Celavella | Guanyador |
| 2008 | Millor realitzador | Padre Casares        | Guanyador |
| 2013 | Millor director    | Gran Hotel           | Nominat   |